# Сэтоути, Дзякутё
Дзякутё Сэтоути (яп. 瀬戸内 寂聴 Сэтоути Дзякутё:, 15 мая 1922 года — 9 ноября 2021 года) — японская писательница, монахиня буддийской школы Тэндай (сан епископа), общественный деятель. До принятия монашества в 1973 году носила имя Харуми Сэтоути (瀬戸内 晴美). Удостоена Ордена культуры (2006). Окончила Токийский женский университет (по специальности лингвистика). Почётная гражданка городов Токусима и Киото. Настоятельница храмов Тэндай-дзи (1987—2005) и одного из храмов при монастыре Энряку-дзи. Бывший ректор Университета краткосрочного образования города Цуруга. Основные произведения: «Конец лета» (夏の終り, 1962, Премия женской литературы), «Место» (場所, 2001, премия Номы). Автор перевода на современный японский «Повести о Гэндзи», а также многочисленных работ об этом произведении.

## Биография
Родилась в пригороде Токусимы в семье торговца буддийскими алтарями Митани. Отец после его принятия в семью жены стал носить фамилию Сэтоути. После окончания школы переехала в Токио. Вышла замуж во время учёбы в Токийском женском университете. Вместе с супругом, командированным в Пекин, отправилась в Китай. В 1946 году вернулась в Японию; в результате завязавшегося с учеником мужа романа, оставила его и малолетнюю дочь, переехав в Киото (отношения с дочерью впоследствии удалось нормализовать). Работая преподавателем в школе, начала писать. Первое своё произведение «Любовь пигмалиона» (ピグマリオンの恋) отослала видному писателю и критику Цунэари Фукуде, получив положительный отзыв. В 1950 году, официально оформив развод, вернулась в Токио в надежде начать писательскую карьеру. Начала писать с женской литературы, ориентированной на детей и подростков, используя псевдоним Харуми Митани (三谷晴美). Произведения публиковались в журналах соответствующего профиля «Девичий мир» (少女世界) и «Подсолнечник» (ひまわり). Номинировалась на литературную премию последнего. В те же годы познакомилась с писателем Фумио Нива, принимала участие в выпуске его журнала «Литератор» (文学者), а после его распада — журнала «Z».
В 1956 году дебютировала в дзюнбунгаку с рассказом «Туфли жмут» (痛い靴, опубликован в журнале Фумио Нива), произведением, с которого фактически началось её литературное творчество. В 1956 году была удостоена премии додзинси «Синтё» за произведение «Студентка Цюй Айлин» (女子大生・曲愛玲). Его первая часть «Пассион» (花芯) была названа критиками порнографической, а на сочинения Сэтоути был навешен ярлык «литературы матки». После этого скандала дальнейшие публикации в литературных журналах стали невозможными, и Сэтоути начала печататься в журналах развлекательного толка и периодике. Вытесненная таким образом из литературного мейнстрима Сэтоути первый свой роман «Женское море» (女の海) опубликовала серийно в газете «Токио симбун». С 1959 года начала также серийно публиковать произведение «Тамура Тосико» (田村俊子, премия Тосико Тамуры). Наиболее значимым сочинением тех лет стал описывающий аморальную любовь «Конец лета» (夏の終り, 1963, Премия женской литературы). «Конец лета» закрепил за Сэтоути репутацию видной писательницы. После этого, несмотря на популярность своих произведений, каких-либо литературных премий не удостаивалась вплоть до 1992 года, когда была награждена премией Танидзаки за повесть «Спроси у цветка» (花に問え). Особенно широкая популярность пришла к писательнице после публикации перевода «Повести о Гэндзи» на современный японский язык.
В 1973 году приняла постриг в монастыре Тюрон-дзи (преф. Иватэ) школы Тэндай (её наставником стал Токо Кон, также бывший литератор), чем шокировала многих близких ей людей, включая Мицухару Иноуэ, который назвал её поступок эскапизмом. При постриге получала имя Дзякутё (寂聴). В следующем году совершила паломничество на гору Хиэй, где прошла 60-дневную интенсивную практику аскезы, после чего жила отшельницей в созданной ей обители «Дзякуан» в Сагано (около Киото). После многих лет усердной буддийской практики стала активно заниматься проповедью. Изданная в 1988 году книга «Дзякуан. Сутра Сердца» (寂庵 般若心経) была продана в количестве 4,3 миллиона экземпляров за первый же год. Постепенно выдвинулась в число харизматичных общественных деятелей национального и даже международного уровня, участвуя в частности во многих громких судебных процессах над серийными убийцами, с проповедью обращаясь к подсудимыми и находя с ними общий язык. Лейтмотив её выступлений «Жить — значит любить».
Умерла 9 ноября 2021 года.